# Camponotus deletangi
Camponotus deletangi  — вид мурашок підродини Formicinae.

## Поширення
Вид поширений в Болівії.